# 群子集的乘積
在數學，若S和T為群G的子集，則其乘積為G的子集，其定義為
{\displaystyle ST=\{st:s\in S{\mbox{ and }}t\in T\}}
其中，S和T不必然需要是子群。其乘積的結合律源自群的結合律。因此，群子集的乘積定義出了一個於G冪集上的自然么半群結構。
即使S和T為G的子群，其乘積也不必然會是個子群。其乘積為子群若且唯若ST = TS。在這一情形之下，ST會是個由S和T生成出的群，即ST = TS = <S ∪ T>。若S或T有一是G的正規子群，上述情形便會滿足，ST會是個子群。設S是正規子群，則根據第二同構定理，S ∩ T是T的正規子群且ST/S 同構于 T/(S ∩ T)。
若G為一有限群，且S和T為G的子群，則ST的元素個數可由乘積公式給定：
{\displaystyle |ST|={\frac {|S||T|}{|S\cap T|}}}
即使S和T都不是正規子群，上述公式也一樣適用。
特别地，如果S和T的交集仅为单位元，那么ST的每一个元素都可以唯一地表示为乘积st，其中s位于S内，t位于T内。如果
S和T还是可交换的，那么ST就是一个群，称为扎帕-塞普乘积。更进一步，如果S或T在ST中正规，那么ST便称为半直积。最后，如果S和T都在ST中正规，那么ST便称为直积。

## 引用
- Rotman, Joseph.  (4th ed.). Springer-Verlag. 1995. ISBN 0-387-94285-8.

## 另見
- 直積
- 準直積